# Losheimergraben
Losheimergraben est un hameau de la Communauté germanophone de Belgique faisant partie de la commune de Bullange, section de Manderfeld, et partiellement de Hellenthal en Allemagne. Il est situé à cheval sur la frontière entre l'Allemagne et la Belgique. Il s'agit d'une des localités les plus élevées de Belgique : il culmine à presque 680 m d'altitude.
Son nom signifie tombes (allemand Graben) du village de Losheim, jadis dépendance de Manderfeld et transféré à l'Allemagne en 1956.
À la suite de la Seconde Guerre mondiale, la totalité du hameau frontalier était sous administration belge du 1er avril 1949 au 28 août 1958,,.